# Samyang Food
Samyang Food Industrial Co., Ltd (KRX: 003230) ist ein südkoreanischer Lebensmittelhersteller und das erste Instant-Ramen-Unternehmen in Südkorea. 
Das Unternehmen ist der Hersteller des  Hot Chicken Flavor Ramen (buldak-bokkeum-myeon). Zudem produziert und verkauft es eine Vielzahl von Snacks und Lebensmitteln, wie z. B. Samyang Ramen und gebratene Bulgogi-Nudeln.

## Geschichte
Samyang Food wurde am 15. September 1961 von Jeon Jung Yoon gegründet. Im Jahr 1963 brachte Samyang Food die erste koreanische Instantnudel auf den Markt.